# Samir Chatterjee
Samir Chatterjee (Calcutta, 1955) is een Indische tablaspeler en muziekpedagoog.

## Biografie
Chatterjee was in zijn jeugd een student van Bankim Ghosh, Balaram Mukherjee, Rathin Dhar en Mohammad Salim en voltooide later zijn opleiding bij Amalesh Chatterjee en vanaf 1984 bij Shyamal Bose. Hij was een van de prominente muzikanten op All India Radio en begeleidde bekende Indiase muzikanten zoals Ravi Shankar, Vilayat Khan, Bhimsen Joshi, Jasraj, Nikhil Banerjee, VG Jog, Shivkumar Sharma, Hariprasad Chaurasia, Brij Bhusan Kabra, MS Gopalakrishnan, Amjad Ali Khan, Salamat Ali Khan en Lakshmi Shankar. Chatterjee woont in New York, waar hij door zijn samenwerking met Pauline Oliveros, Ravi Coltrane, Dave Douglas, Myra Melford, Steve Gorn, Glen Velez, Boby Sanabria, Ben Verdery, William Parker en anderen een promotor werd van de fusie van Indiase en westerse muziek en vertegenwoordiger van de wereldmuziek. Met Ned Rothenberg en Jerome Harris vormt hij het Jazz Trio Sync, met Rudresh Mahanthappa en Vijay Iyer het Trio Manodharma. Chatterjee geeft les sinds het midden van de jaren 1980 en is de oprichter en directeur van Chhandayan Inc, een organisatie die zich toelegt op het behoud en de promotie van Indiase muziek. Hij geeft ook les aan de Manhattan School of Music sinds 2005.

## Discografie
- 1997: Samir Chatterjee
- 2000: Tabla Solo